# Caiophora arechavaletae
Caiophora arechavaletae är en brännreveväxtart som först beskrevs av Ignatz Urban, och fick sitt nu gällande namn av Urban. Caiophora arechavaletae ingår i släktet Caiophora och familjen brännreveväxter. Inga underarter finns listade i Catalogue of Life.